# Gusman Kyrgyzbayev
Gusman Kyrgyzbayev (en kazajo: Ғұсман Қырғызбаев; Almá Atá, 28 de septiembre de 1992) es un deportista kazajo que compite en judo.
Participó en los Juegos Olímpicos de París 2024, obteniendo una medalla de bronce en la categoría de –66 kg.
Ganó una medalla de plata en el Campeonato Mundial de Judo de 2021 y dos medallas de bronce en el Campeonato Asiático de Judo, en los años 2019 y 2022.

## Palmarés internacional
| Juegos Olímpicos    | Juegos Olímpicos       | Juegos Olímpicos  | Juegos Olímpicos |
| Año                 | Lugar                  | Medalla           | Categoría        |
| ------------------- | ---------------------- | ----------------- | ---------------- |
| 2024                | París (Francia)        | Medalla de bronce | –66 kg           |
| Campeonato Mundial  |                        |                   |                  |
| Año                 | Lugar                  | Medalla           | Categoría        |
| 2021                | Budapest (Hungría)     | Medalla de plata  | –60 kg           |
| Campeonato Asiático |                        |                   |                  |
| Año                 | Lugar                  | Medalla           | Categoría        |
| 2019                | Fujairah (EAU)         | Medalla de bronce | –60 kg           |
| 2022                | Nursultán (Kazajistán) | Medalla de bronce | –66 kg           |